# Polystichum ordinatum
Polystichum ordinatum är en träjonväxtart som först beskrevs av Kze., och fick sitt nu gällande namn av Frederik Michael Liebmann. Polystichum ordinatum ingår i släktet Polystichum och familjen Dryopteridaceae. Inga underarter finns listade.